# 长冠女娄菜
长冠女娄菜（学名：Silene aprica var. oldhamiana）为石竹科蝇子草属下的一个变种。

## 扩展阅读
- 維基物種上的相關：长冠女娄菜